# Anna Lise Hirsch Bjerrum
Anna Lise Hirsch Bjerrum (född Sørensen), född den 18 februari 1939 i Voldby, är en dansk skådespelare.

## Filmografi (urval)
- 1988 – Vid vägen
- 1987 – Pelle Erövraren
- 1985 - Ofelia kommer til byen